# Champ de Jacobi
En géométrie riemannienne, un  champ de vecteurs de Jacobi ou champ de Jacobi, du nom du mathématicien allemand Charles Jacobi, est un champ de vecteurs le long d'une géodésique c dans une variété riemannienne, décrivant la différence entre c et une famille de géodésiques « infiniment proches ». L'ensemble des champs de Jacobi le long d'une géodésique forme l'espace vectoriel tangent à la géodésique dans l'espace de toutes les géodésiques.

## Définition formelle
Soit {\displaystyle M} une variété riemannienne, {\displaystyle I} un intervalle de ℝ et {\displaystyle c} : {\displaystyle I\rightarrow M} une courbe différentiable. Un champ de vecteurs le long de {\displaystyle c} est une application : {\displaystyle I}{\displaystyle \rightarrow TM} telle que, pour tout point {\displaystyle t\in } {\displaystyle I}, {\displaystyle X(t)\in T_{c(t)}M} ; où {\displaystyle TM} désigne le fibré tangent à {\displaystyle M} et {\displaystyle T_{m}}M, l’espace vectoriel tangent au point {\displaystyle m\in M}. 
Un champ de vecteurs {\displaystyle J} le long d'une géodésique c est appelé champ de Jacobi s'il satisfait l'équation de Jacobi :
Où, dans cette équation, {\displaystyle \nabla } désigne la connexion de Levi-Civita de {\displaystyle M} et R son tenseur de courbure.

## Points conjugués
En gros, deux points d’une variété riemannienne sont dits conjugués s’ils peuvent presque être joints par une famille (à 1 paramètre) de géodésiques. L’exemple le plus frappant est donné par le pôle nord et le pôle sud sur la sphère, qui peuvent être joints par tout méridien. On montre qu'une variété riemannienne de courbure sectionnelle constante {\displaystyle \kappa } possède des points conjugués si et seulement si {\displaystyle \kappa >0}.

### Définition
Soient {\displaystyle p} et {\displaystyle q} deux points d’une variété riemannienne joints par une géodésique c. On dit qu’ils sont conjugués s’il existe un champ de Jacobi {\displaystyle J} non nul le long de c qui s’annule en {\displaystyle p} et {\displaystyle q}.

### Exemples
- Sur la sphère {\displaystyle S^{2}}, de courbure sectionnelle {\displaystyle \kappa =1}, les points antipodaux sont conjugués.
- Sur {\displaystyle \mathbb {R} ^{n}} euclidien, il n’existe pas de points conjugués.
- Plus généralement, le théorème de Cartan-Hadamard montre que sur une variété de courbure négative (au sens large), il n'y a jamais de points conjugués.